# TORRO-Skala
| Kat. | m/s     | mph     | km/h        |
| ---- | ------- | ------- | ----------- |
| T0   | 17–24   | 39–54   | ca. 61–87   |
| T1   | 25–32   | 55–72   | ca. 88–116  |
| T2   | 33–41   | 73–92   | ca. 117–148 |
| T3   | 42–51   | 93–114  | ca. 149–184 |
| T4   | 52–61   | 115–136 | ca. 185–220 |
| T5   | 62–72   | 137–160 | ca. 221–260 |
| T6   | 73–83   | 161–186 | ca. 261–299 |
| T7   | 84–95   | 187–212 | ca. 300–342 |
| T8   | 96–107  | 213–240 | ca. 343–385 |
| T9   | 108–120 | 241–269 | ca. 386–432 |
| T10  | 121–134 | 270–299 | ca. 433–482 |

Die TORRO-Skala, auch kurz T-Skala, ist eine Skala zur Erfassung der Intensität von Tornados und anderen Starkwindereignissen wie Downbursts und umfasst die Stufen T0 bis T10. Sie wurde von Terence Meaden von der „Tornado and Storm Research Organisation“ (TORRO), einer meteorologischen Organisation im Vereinigten Königreich, als Ergänzung zur Beaufort-Skala entwickelt. Die Skala wurde von 1972 bis 1975 getestet und anschließend von der Royal Meteorological Society veröffentlicht.
In der Skala stellt T0 das Äquivalent zu Bft 8 dar und ist mit der Beaufort-Skala über die Gleichung T = (Bft/2–4) verknüpft. Dabei unterscheidet sie sich auch dahingehend von der Fujita-Skala, dass allein Windgeschwindigkeiten und keine phänomenologischen Merkmale wie das Ausmaß der Zerstörungen zur Klassifizierung genutzt werden. Die Skala wird vor allem in Großbritannien und in Mitteleuropa angewandt, während die Fujita-Skala eher in den USA Verwendung findet. Tornados in Großbritannien erreichen dabei meist Stärken von T0 bis T6, der stärkste bisher beobachtete wurde mit T8 eingestuft. Der stärkste amerikanische Tornado würde nach der T-Skala hingegen als T11 klassifiziert. Auch der stärkste bisher in Deutschland beobachtete Tornado in Woldegk (1764) erreichte die Stufe T11. In deutschsprachigen Ländern findet zudem die an die T-Skala angelehnte Tornadoklassifikation von TorDACH Verwendung (siehe Weblinks), da sie der örtlichen Bausubstanz besser Rechnung trägt.
Subkritische Tornados, deren Windgeschwindigkeit unterhalb der Stufe T0 liegt, werden zur genaueren Einteilung gelegentlich mit den negativen Werten T-4 bis T-1 klassifiziert, die den theoretischen Werten F-1 und F-2 auf der Fujita-Skala entsprechen.